# Desognaphosa finnigan
Desognaphosa finnigan là một loài nhện trong họ Trochanteriidae. Loài này phân bố ở Queensland.